# Frank Havens
Frank Havens   (comtat d'Arlington, 1 d'agost de 1924 - Harborton, 22 de juliol de 2018) fou un piragüista estatunidenc que va competir des de finals de la dècada 1940 fins a principis de la de 1960.
El 1948 va prendre part en els Jocs Olímpics de Londres, on guanyà la medalla de plata en la competició del C-1 10.000 metres del programa de piragüisme. Quatre anys més tard, als Jocs de Hèlsinki, disputà dues proves del programa de piragüisme. Guanyà la medalla d'or en el C-1 10.000 metres i fou quart en la del C-1 1.000 metres. També va prendre part en els Jocs de 1956, on fou vuitè en el C-1 10.000 metres, i els de 1960, on quedà eliminat en sèries del C-1 1.000 metres.
Fou inclosa al Virginia Sports Hall of Fame i designada Llegenda per l'Associació Americana de Piragüisme. Va morir el juliol de 2018 a l'edat de 93 anys.